# Victor Gomes
Victor Miguel de Freitas Gomes (Johannesburg, 15 dicembre 1982) è un arbitro di calcio sudafricano di origini portoghesi.

## Carriera
Arbitro in Premier Soccer League dal 2008, viene votato come miglior arbitro del campionato nelle stagioni 2012-13 e 2017-18 e diviene internazionale dal 2011.
Nel 2018 viene elogiato dalla federazione sudafricana per aver rifiutato e denunciato un tentativo di corruzione da oltre 300.000 rand che gli erano stati proposti per una combine di una partita di Coppa della Confederazione CAF tra Plateau Utd e USM Alger.
È stato uno degli arbitri della coppa delle nazioni africane 2019 in Egitto e della coppa delle nazioni africane 2021 in Camerun, dove ha diretto anche la finale tra Senegal ed Egitto.
Viene selezionato per i XXXII Giochi Olimpici di Tokyo 2020, svoltisi tra il luglio e l'agosto 2021. Dirige le partite:
Ibaraki, 22 luglio  Nuova Zelanda-Sud Corea    1-0
Yokohama, 25 luglio Germania - Arabia Saudita  3-2
Partecipa alla FIFA World Cup Qatar 2022.